# Sindrome di Schnitzler
La sindrome di Schnitzler è una malattia rara caratterizzata dall'insorgenza intorno alla mezza età di orticaria cronica (orticaria) e febbre periodica, dolore osseo e articolare (a volte con infiammazione articolare), perdita di peso, malessere, affaticamento, ingrossamento dei linfonodi e ingrossamento della milza e fegato.
La sindrome di Schnitzler è considerata una malattia autoinfiammatoria ed è generalmente trattata con anakinra, che inibisce l'interleuchina 1. Questo trattamento controlla la condizione ma non riresce a curarla definitivamente. Circa il 15% delle persone sviluppa complicazioni, ma la condizione generalmente non riduce la vita.

## Classificazione
La sindrome di Schnitzler è una malattia autoinfiammatoria a insorgenza tardiva.

## Segni e sintomi
L'esordio tipico è intorno ai 55 anni e i sintomi sono:
- orticaria ricorrenti, per lo più sul tronco e sugli arti
- febbre ricorrente
- dolori articolari
- dolori ossei
- dolori muscolari
- mal di testa
- affaticamento
- perdita di peso.

## Causa
La causa della malattia non è stata ancora compresa, nonostante gli studi in proposito.

## Diagnosi
Gli esami del sangue mostrano un'elevata concentrazione di gamma-globuline specifiche (gammopatia monoclonale) di tipo IgM. Ha quasi sempre catene leggere di tipo κ. È stata descritta una variante in cui vengono aumentate le IgG, che sembra essere un decimo più comune. Le immunoglobuline possono presentarsi nelle urine come proteine di Bence Jones. Sono spesso presenti segni di infiammazione: questi includono un aumento della conta dei globuli bianchi (leucocitosi) e un aumento della velocità di sedimentazione degli eritrociti e della proteina C-reattiva. Può esserci anemia da malattia cronica . Le anomalie ossee possono essere rilevate mediante imaging radiologico (spesso aumento della densità o osteosclerosi) o biopsia.
Esistono due serie di criteri diagnostici, i criteri Lipsker pubblicati nel 2001 e i criteri di Strasburgo che sono stati prodotti in una conferenza a Strasburgo nel 2012.
I criteri di Lipsker richiedono orticaria, presenza di IgM monoclonali e almeno 2 dei seguenti: febbre, dolore articolare o artrite, dolore osseo, ingrossamento dei linfonodi, ingrossamento della milza o del fegato, elevato tasso di sedimentazione degli eritrociti, alti livelli di globuli bianchi e risultati di problemi nell'imaging osseo.
Nei criteri di Strasburgo richiedono, per fare diagnosi, che la persona debba avere orticaria e presenza di un picco monoclonale IgM o IgG. La diagnosi di Schnitzler viene diagnosticata se la persona ha IgM e due dei seguenti, o IgG e tre dei seguenti: febbri ricorrenti, anomalie nell'imaging osseo, con o senza dolore osseo, reperti di infiltrazione di neutrofili in una biopsia cutanea, alti livelli di sangue bianco cellule o proteina C reattiva.
Altre condizioni che possono causare febbri periodiche, paraproteine o orticaria cronica che dovrebbero essere escluse, includono (e non sono limitate a) malattie autoimmuni o autoinfiammatorie come la malattia di Still dell'adulto, angioedema, disturbi ematologici come linfoma o gammopatia monoclonale indeterminata significatività (MGUS), altre cause di orticaria, crioglobulinemia, mastocitosi, malattia infiammatoria multisistemica a insorgenza neonatale cronica o sindrome di Muckle-Wells.

## Trattamento
A partire dal 2017 nessun farmaco è stato approvato per il trattamento di Schnitzlers. I farmaci che inibiscono l'attività dell'interleuchina 1 sono stati il trattamento preferito sin dalla loro comparsa nel 2005; dal 2012 una linea guida di consenso ha raccomandato il trattamento con anakinra. Possono essere efficaci farmaci immunosoppressori come corticosteroidi, inibitori della cicloossigenasi e interferone alfa.
Nel giugno 2018 NHS England ha pubblicato una politica di messa in servizio clinica: Anakinra per il trattamento di febbri periodiche e disturbi autoinfiammatori (tutte le età) in cui si afferma che "Anakinra può essere utilizzato come trattamento di prima linea in pazienti con una diagnosi documentata di sindrome di Schnitzler".

## Risultati
Generalmente il trattamento con anakinra previene gli episodi, ma riprendono se il trattamento viene interrotto. In circa il 15-20% delle persone, si sviluppa una malattia linfoproliferativa come complicanza, più comunemente la macroglobulinemia di Waldenström. L'amiloidosi AA è stata segnalata anche in persone con sindrome di Schnitzler.
La durata della vita nei pazienti con sindrome di Schnitzler non ha mostrato di differire molto dalla popolazione generale.

## Epidemiologia
È una condizione rara; a settembre 2014 erano stati segnalati 281 casi e nel 2017 erano stati segnalati circa 300 casi.

## Eponimo
La malattia prende il nome dalla dermatologa francese Liliane Schnitzler che per primo descrisse questa sindrome nel 1972. Uno studio Delphi sulla tassonomia e definizione delle malattie autoinfiammatorie, pubblicato nel 2018, ha considerato il nome alternativo "gammopatia ad esordio tardivo con orticaria e febbre ricorrenti", ma ha ricevuto scarso sostegno.